# 一號山 (阿拉巴馬州)
一號山（英語：Hill Number 1）是一個位於美國阿拉巴馬州聖克萊爾縣的非建制地區。該地的面積和人口皆未知。

## 地理
一號山的座標為33°41′08″N 86°28′08″W / 33.68556°N 86.46889°W，而該地的平均海拔高度為269米（即883英尺）。